# Classe ATC D10
La classe ATC D10, dénommée « Anti-acnéiques », est un sous-groupe thérapeutique de la classification anatomique, thérapeutique et chimique, développée par l'OMS pour classer les médicaments et autres produits médicaux. La classe ATC vétérinaire correspondante dans la classification ATCvet est QD10. Le sous-groupe présenté ici est celui établi par l'OMS, et peut donc différer des versions dérivées utilisées dans certains pays. Il fait partie du groupe anatomique D de la classification, intitulé « Dermatologie ».
Pour les articles homonymes, voir D10.

## D10A Anti-acnéiques pour usage topique

### D10AA Corticostéroïdes, associations pour traitement de l'acné
D10AA01 Fluorométholone
D10AA02 Méthylprednisolone
D10AA03 Dexaméthasone

### D10AB Préparations contenant du soufre
D10AB01 Bithionol (en)
D10AB02 Soufre
D10AB03 Tioxolone (en)
D10AB05 Mésulfène (en)

### D10AD Rétinoïdes pour usage topique contre l'acné
D10AD01 Trétinoïne
D10AD02 Rétinol
D10AD03 Adapalène
D10AD04 Isotrétinoïne
D10AD05 Motrétinide (en)
D10AD51 Trétinoïne, associations
D10AD53 Adapalène, associations
D10AD54 Isotrétinoïne, associations

### D10AE Peroxydes
D10AE01 Peroxyde de benzoyle
D10AE51 Peroxyde de benzoyle, associations

### D10AF Anti-infectieux pour traitement de l'acné
D10AF01 Clindamycine
D10AF02 Érythromycine
D10AF03 Chloramphénicol
D10AF04 Méclocycline (en)
D10AF05 Nadifloxacine (en)
D10AF06 Sulfacétamide
D10AF51 Clindamycine, associations
D10AF52 Érythromycine, associations

### D10AX Autres anti-acnéiques pour usage topique
D10AX01 Chlorure d'aluminium
D10AX02 Résorcine
D10AX03 Acide azélaïque
D10AX04 Oxyde d'aluminium
D10AX05 Dapsone
D10AX30 Associations variées

## D10B Anti-acnéiques pour usage systémique

### D10BA Rétinoïdes pour traitement de l'acné
D10BA01 Isotrétinoïne

### D10BX Autres anti-acnéiques pour usage systémique
D10BX01 Ichtasol